# Gewöhnlicher Ackerfrauenmantel
Der Gewöhnliche Ackerfrauenmantel (Aphanes arvensis) ist eine Pflanzenart aus der Gattung Ackerfrauenmantel (Aphanes).

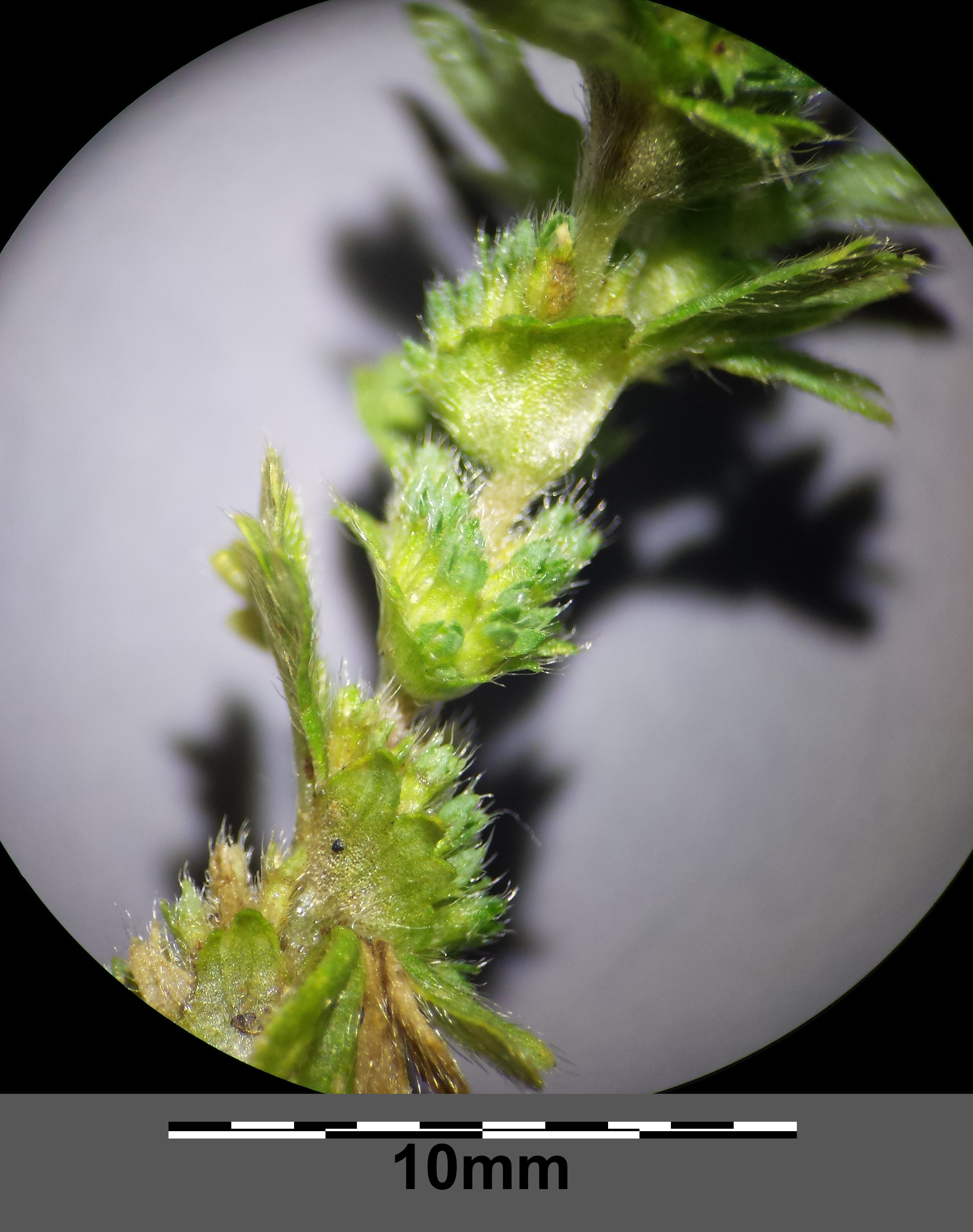
Stängel mit Laubblättern, Nebenblättern und Blütenständen. Die Nebenblätter sind nicht tief eingeschnitten und die Blütenstände überragen die Nebenblätter.

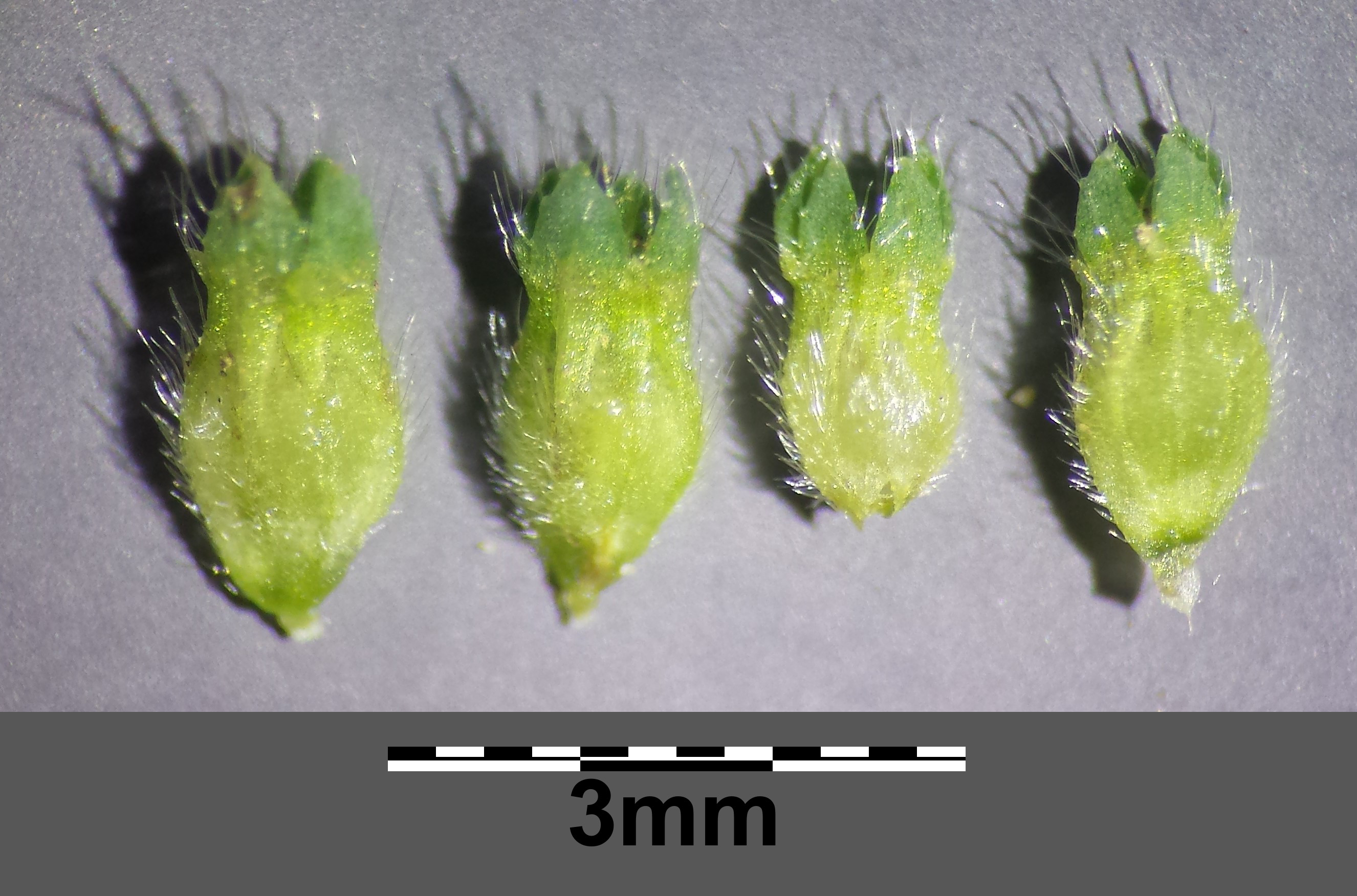
Blütenachsenbecher mit deutlich hervortretenden Nerven und Einschnürung am Grund der Kelchblätter.

## Merkmale
Der Gewöhnliche Ackerfrauenmantel ist eine graugrüne, einjährig-überwinternde oder seltener sommerannuelle Pflanze. Die Sprossachse (Stängel) ist drei bis 30 cm lang, selten mehr als 1,5 Millimeter dick, aufsteigend bis aufrecht, in der Regel etwas ästig und anliegend bis aufrecht-abstehend behaart.
Die Blätter sind sechs bis 15 (selten bis 20) Millimeter breit, selten bis zu 20 Millimeter lang und sieben- bis 15-zipfelig (selten bis 21-zipfelig). Die Blattzipfel sind stumpflich bis spitzlich und ein- bis dreimal so lang wie breit (selten viermal). Zumindest die untersten sind deutlich gestielt, wobei der Blattstiel 2 bis 8 Millimeter lang ist. Die Nebenblätter sind drei bis fünf (selten bis sieben) Millimeter lang und auf 25 bis 40 % ihrer Länge eingeschnitten. Sie besitzen vier bis sechs Zipfel, die ein- bis zweimal (selten bis dreimal) so lang wie breit sind. Meist sind sie dreieckig und spitz, sich allmählich verschmälernd, manchmal sind einige auch eiförmig-länglich und stumpf, sich plötzlich verschmälernd. Die Blütenstiele sind vollständig behaart.
Die Blüten sind 1,8 bis 2,7 Millimeter lang, blühend bis 2 Millimeter breit und meist etwas die Nebenblätter überragend. Sie sind reichlich abstehend steifhaarig. Der Kelchbecher ist eiförmig bis elliptisch, weist zwischen den 8 stark erhabenen Nerven Furchen auf und ist sehr selten braunrot gefärbt. Die Kelchblätter sind bis 0,8 Millimeter lang, 1,3- bis 2,5-mal so lang wie breit sowie 0,2- bis 0,75-mal so lang wie der Kelchbecher. Am Ende sind aufrecht bis aufrecht-spreizend, wobei zwischen ihren Spitzen ein Abstand von 0,5 bis 1 Millimeter liegt. Die Blüte ist krugförmig und unter den Kelchblättern leicht eingeschnürt. Die Außenkelchblätter fehlen oft, sie sind bis 0,25-, in seltenen Fällen sogar bis 0,6-mal so lang wie die Kelchblätter. Die Nüsschen sind 1,2 bis 1,4 Millimeter lang und bräunlich. Der sehr ähnliche Kleinfrüchtige Ackerfrauenmantel (Aphanes inexspectata) ist unterhalb der Kelchblätter nicht eingeschnürt, hat keine Furchen zwischen den Nerven des Kelchbechers und besitzt deutlich kleinere Früchte.
Die Chromosomenzahl beträgt 2n = 32, 48.
Die Blütezeit reicht von Mai bis Oktober, selten kommen auch im Winter Blüten vor.

## Vorkommen
Das natürliche Verbreitungsgebiet des Gewöhnlichen Ackerfrauenmantels umfasst Europa, wo die Art im Norden bis zu den Shetland-Inseln, Südskandinavien und Kurland vorkommt sowie im Osten bis ungefähr zum 25. Längengrad, und Teile Vorderasiens. In Nordamerika, Neuseeland und Australien wurde sie eingeschleppt.
Der Gewöhnliche Ackerfrauenmantel wächst auf und an Äckern, insbesondere solchen mit Wintergetreide oder Klee, ist aber auch oft in Massen auf Brachland anzutreffen. Seltener ist er in lückigen Weiderasen anzutreffen. Er ist eine Charakterart des Unterverbands Aphanenion und oft mit Gemeinem Windhalm und Echter Kamille vergesellschaftet. In natürlichen Pflanzengesellschaften ist die Art nur selten zu finden: Im Wallis gibt es Beobachtungen aus Felsheiden zusammen mit Hundszahngras und Poa concinna und aus Norddeutschland als akzessorischer Bestandteil von Kiefernwäldern. Aphanes arvensis wächst auf Lehmböden, die mäßig trocken bis frisch, kalkfrei bis kalkarm bzw. oberflächlich entkalkt, meist sandreich, skelettarm, basenreich bis mäßig sauer, (mäßig) nährstoffreich und mittelhumos sind. Mittlerweile wird die Art aufgrund der intensivierten Landwirtschaft überall seltener.
Weitere Bezeichnungen für den Gewöhnlichen Ackerfrauenmantel lauten Ohmkraut und Ackersinau.

## Verwendung
Pulver und Destillat aus den Arten der Gattung Aphanes fanden früher in der Volksmedizin Verwendung als Diureticum, insbesondere bei der Behandlung von Blasensteinen. Die Inhaltsstoffe wurden noch nicht wissenschaftlich untersucht.